# Maire de Castroponce
Maire de Castroponce is een gemeente in de Spaanse provincie Zamora in de regio Castilië en León met een oppervlakte van 14,43 km². Maire de Castroponce telt 161 inwoners (1 januari 2016).

## Demografische ontwikkeling
Bron: INE, 1857-2011: volkstellingen